# 蒂瓦奎

蒂瓦奎（Tibacuy）是哥倫比亞的城鎮，位於該國中部，由昆迪納馬卡省負責管轄，距離首府波哥大87公里，始建於1592年2月17日，面積84平方公里，海拔高度158米，2005年人口4,698。
4°21′N 72°27′W / 4.350°N 72.450°W